# Constituição Política da República do Chile de 1828

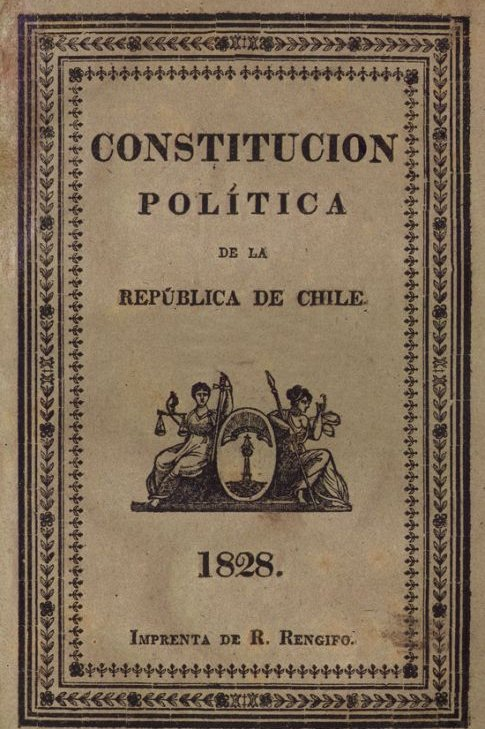
Constituição do Chile de 1828

A Constituição Política da República do Chile de 1828 foi promulgada em Valparaíso em 9 de agosto de 1828, durante o governo de Francisco Antonio Pinto. Também chamada de Constituição Liberal de 1828, é o trabalho principalmente do espanhol José Joaquín de Mora, junto com Melchor de Santiago Concha Cerda. Apesar de seu efeito curto (1828-1833), este texto serviu de base das constituições que posteriormente vieram a ser o texto padrão da organização do Estado, além de ser tomada como a organização ideal de direitos e deveres, especialmente o executivo, pelo liberalismo chileno.

## Organização do Estado
O poder legislativo é exercido pelo Congresso Nacional bicameral. Os membros da Câmara dos Deputados são eleitos por voto direto a uma composição de um para cada quinze mil habitantes, com dois anos no cargo. O Senado é composto por membros eleitos pelas assembleias provinciais, sendo dois senadores por província. Os últimos quatro anos de mandato foram removidos pela metade. Quando o Congresso está em recesso, funcionará uma Comissão Permanente integrada por um senador de cada província. A formação das leis ocorre por iniciativa de qualquer membro do Senado, Câmara dos Deputados ou o Presidente da República.
O Poder Executivo é composto pelo Presidente e Vice-Presidente, que são eleitos por um sistema de eleitores que representam as províncias. Permanecem cinco anos no cargo, sem direito a reeleição imediata, exceto após um período de cinco anos. O presidente tem o poder de nomear e demitir ministros de Estado, pode emitir contratos de vetos suspensivos e de Congressos, o exercício do direito de patronato da Igreja Católica, no Chile. O presidente também pode manter os tratados e concordatas internacionais, além de declarar guerra a uma determinada nação, desde que tenha o acordo do Congresso e haja conforme os interesses da nação.
O Judiciário está representado no Supremo Tribunal Federal, tribunais de apelação e tribunais de primeira instância. Os membros do Supremo Tribunal Federal, que é composto por 5 ministros e o Ministério Público, são nomeados pelo Congresso, em sessão conjunta das duas casas . Os membros dos tribunais de apelação são nomeados pelo Presidente sobre a proposta do Supremo Tribunal Federal.